# Holxen
Holxen ist ein Dorf der Gemeinde Suderburg in der Samtgemeinde Suderburg im Landkreis Uelzen, Niedersachsen.

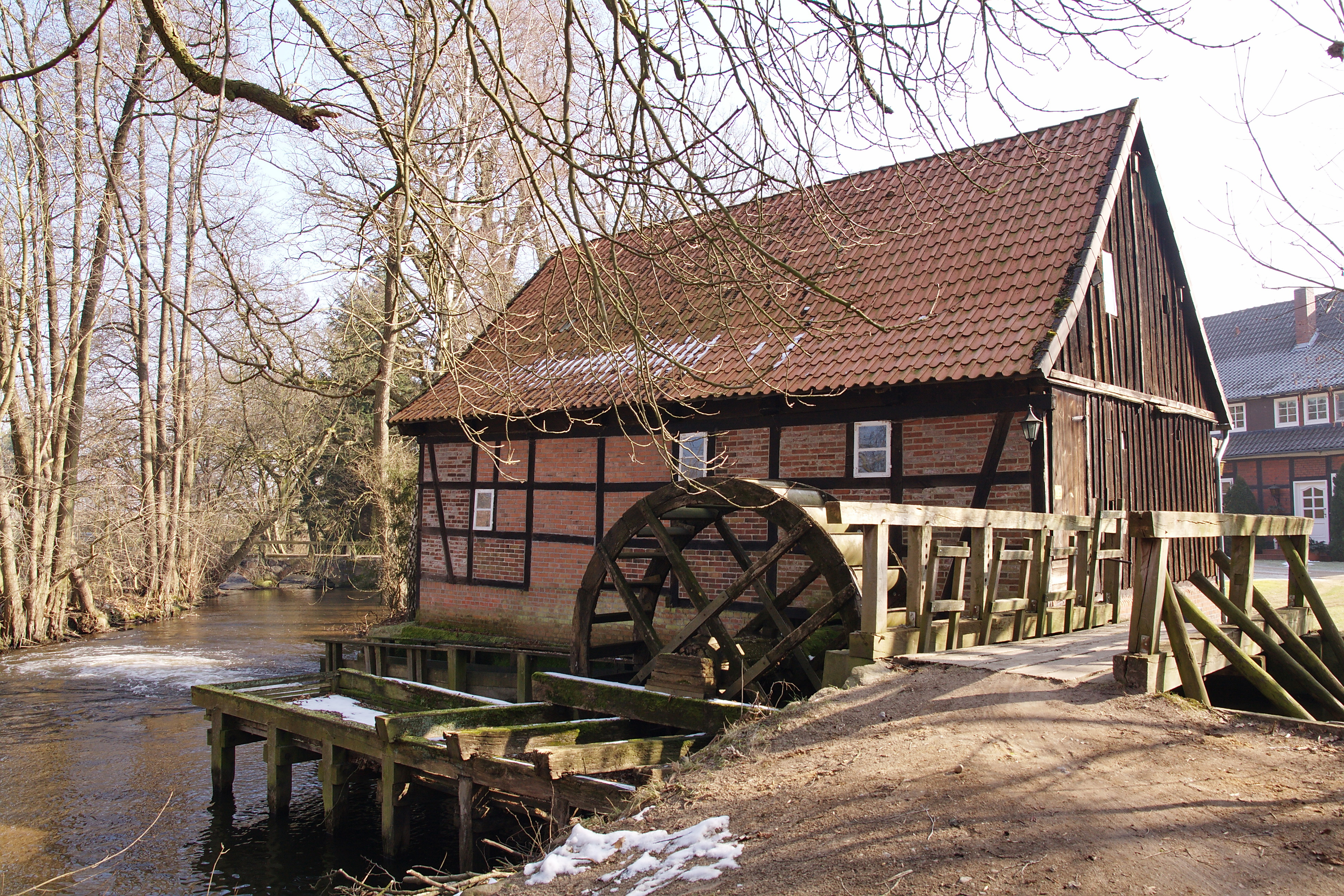
Historische Wassermühle

## Geographie
Holxen liegt an der Einmündung des Stahlbachs in die Hardau, die dann in die Gerdau, Stederau und Ilmenau fließt. Das Dorf ist zu etwa 50 % bewaldet und wird von Endmoränen durchzogen. Der nördlich der Ortschaft liegende Hügel Gelber Berg ist 66 m ü. NHN hoch.

## Geschichte
Die Gründung wird sicher deutlich vor der ersten urkundlichen Erwähnung als „Holekessen“ (?) gewesen sein. In der Frühzeit gab es nur einzelne Höfe in Holxen. Erst in der Neuzeit wurde Holxen als Siedlung für auswärts Arbeitende besiedelt. Um 1900 fielen fast alle damals bestehenden Höfe und Wohnhäuser einem Brand zum Opfer. Der Ort wurde danach vollständig neu aufgebaut. Die heute ältere Bebauung stammt aus dieser Zeit. Am 1. Juli 1972 wurde Holxen in die Gemeinde Suderburg eingegliedert.
Am Jahresanfang 2003 gab es auch in Holxen ein Hochwasser, das die Keller der am Stahlbach liegenden Häuser volllaufen ließ.

### Einwohnerentwicklung
- 1910: 188 Einwohner[3]
- 1925: 216 Einwohner[4]
- 1933: 246 Einwohner
- 1939: 244 Einwohner
- 1961: 282 Einwohner[2]
- 1970: 311 Einwohner[2]
- 2003: 265 Einwohner
- 2014: 229 Einwohner
- 2023:217 Einwohner

## Religion
In Holxen gibt es kein Gotteshaus mehr.
Im Fürstentum Lüneburg, zu dem Holxen damals gehörte, führte Ernst I., Herzog zu Braunschweig-Lüneburg, die Reformation ein. Dadurch wurde die Bevölkerung von Holxen im 16. Jahrhundert protestantisch.

### Evangelische Kirchengemeinde
Holxen gehört zur Kirchengemeinde St. Nicolai in Holdenstedt und damit zum Kirchenkreis Uelzen der Evangelisch-lutherischen Landeskirche Hannovers. Die nächstgelegene Kirche ist die St.-Nicolai-Kirche in Holdenstedt.Welche seit Ende 2023 keinen Pastor hat und daher ist die nächstgelegene Kirche die St.-Remigius-Kirche (Suderburg).

### Katholische Kirchengemeinde
Im Zuge der Flucht und Vertreibung Deutscher aus Mittel- und Osteuropa 1945–1950 kamen katholische Flüchtlinge und Heimatvertriebene auch in den Landkreis Uelzen. In Holxen kaufte die katholische Pfarrgemeinde Uelzen das am Ostrand des Dorfes gelegene ehemalige Erholungsheim der AOK als Haus Maria Rast für die Flüchtlingsseelsorge an. 1958 wurde dort eine Kapelle erbaut, 1960 folgte die Gründung der zur Pfarrei Uelzen gehörenden Pfarrvikarie Holxen.
Nachdem die Zahl der Katholiken in der Pfarrvikarie Holxen wieder abgesunken war, wurde die Pfarrvikarie Holxen zum 1. Juli 1997 wieder aufgelöst. Für die Katholiken in Holxen bietet sich der Gottesdienstbesuch in der Kirche Zum Göttlichen Erlöser in Uelzen an.

#### Kapelle Maria Rast

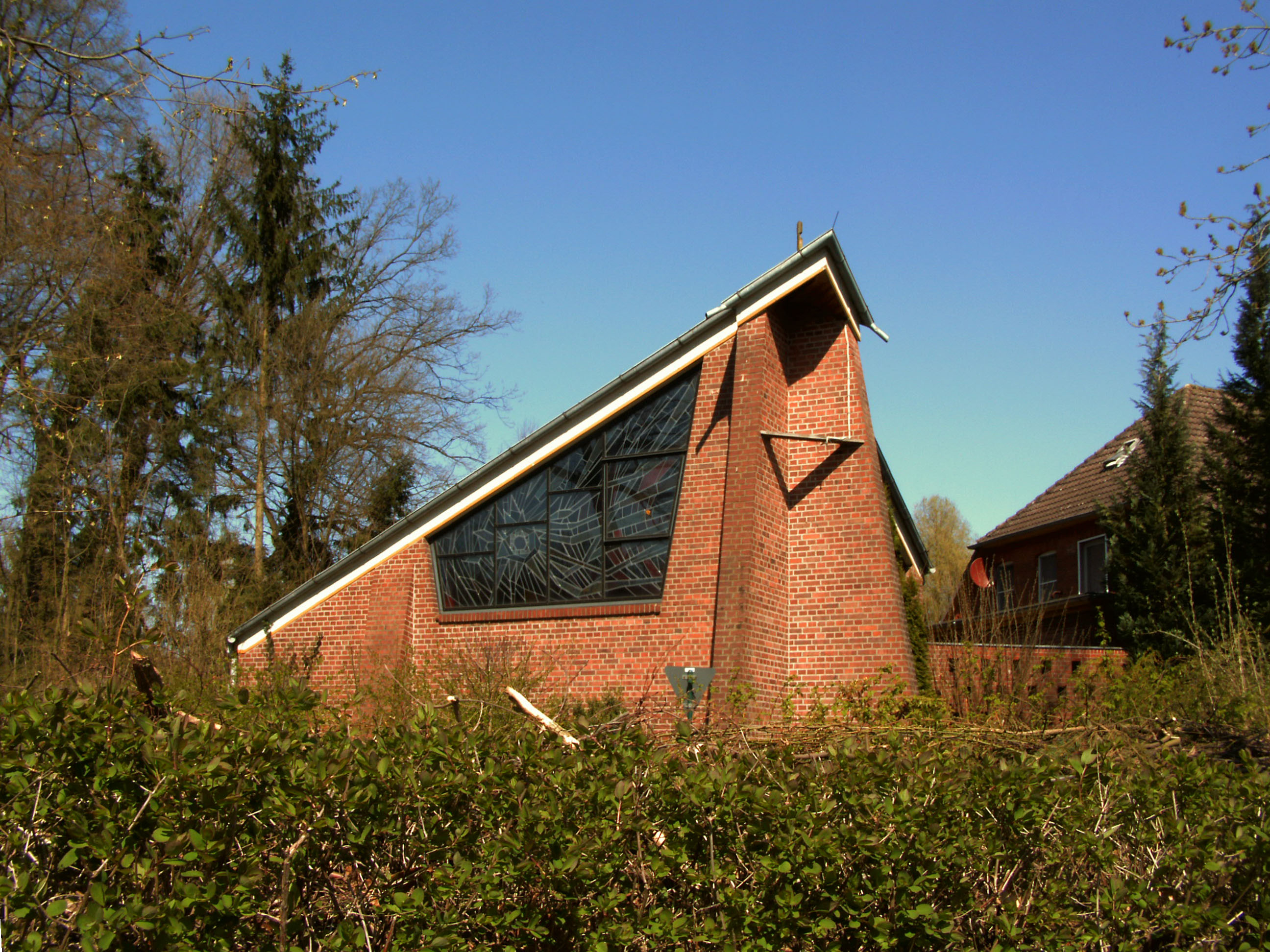
Kapelle Maria Rast (2010)

Für die Bewohner und Gäste des Hauses Maria Rast, aber auch für die im Raum Holdenstedt, Holxen und Suderburg wohnenden Katholiken erfolgte 1958 neben dem Haus Maria Rast der Bau der Kapelle, die ebenso wie das Haus das Patrozinium Maria Rast bekam. Der Caritasverband und die Pfarrgemeinde „Zum Göttlichen Erlöser“ unterstehen beide der Diözese Hildesheim, daher konnte der Caritasverband den Bauantrag an die Pfarrgemeinde stellen. Die Kapelle entstand nach Plänen des Architekten Theo Scholten aus Bergisch Gladbach, der zwei Jahre später auch die St.-Bonifatius-Kirche im nahegelegenen Bad Bodenteich entwarf. Am 8. Dezember 1958 wurde die Maria-Rast-Kapelle geweiht, sie gehörte als Filialkirche zur Pfarrei Zum Göttlichen Erlöser in Uelzen.
Nachdem die Zahl der Katholiken im Einzugsgebiet der Kapelle wieder abgesunken war und inzwischen auch Priestermangel herrschte, fand am 17. Mai 1997 (Pfingstsamstag) der letzte Gottesdienst seitens der Pfarrvikarie Holxen in der Kapelle statt.
Die katholische Pfarrei Zum Göttlichen Erlöser war der Eigentümer der Kapelle Maria Rast und überschrieb sie dann am 17. November 2006 auf den Caritasverband Uelzen und gab zusätzlich noch 10.000 Euro zur Unterhaltung der Kapelle. Seit 2006 ist die Kapelle für den Pfarrdienst offiziell geschlossen. Die Kapelle ist von innen neu eingerichtet worden. Sie war relativ dezent gehalten, wogegen die Fenster-Malereien einen bunten, farbigen Kontrast zu den weißen Wänden bildeten. Die Kapelle bestand aus einem großen Raum. Zusätzlich befanden sich in diesem Raum ein kleiner Beichtstuhl, der Platz für zwei Personen und den Priester aufweist. Seit der Caritasverband Uelzen das Haus Maria Rast 2021 abgegeben hat dient das profanierte Kapellengebäude Dorfbewohnern und Gästen des Wohnprojektes Maria Rast als Seminarraum und für verschiedene Veranstaltungen wie z. B. Konzerte, Lesungen, die regelmäßige Dorfkaffeerunde sowie für die alljährliche Bauernrechnung.

#### Haus Maria Rast

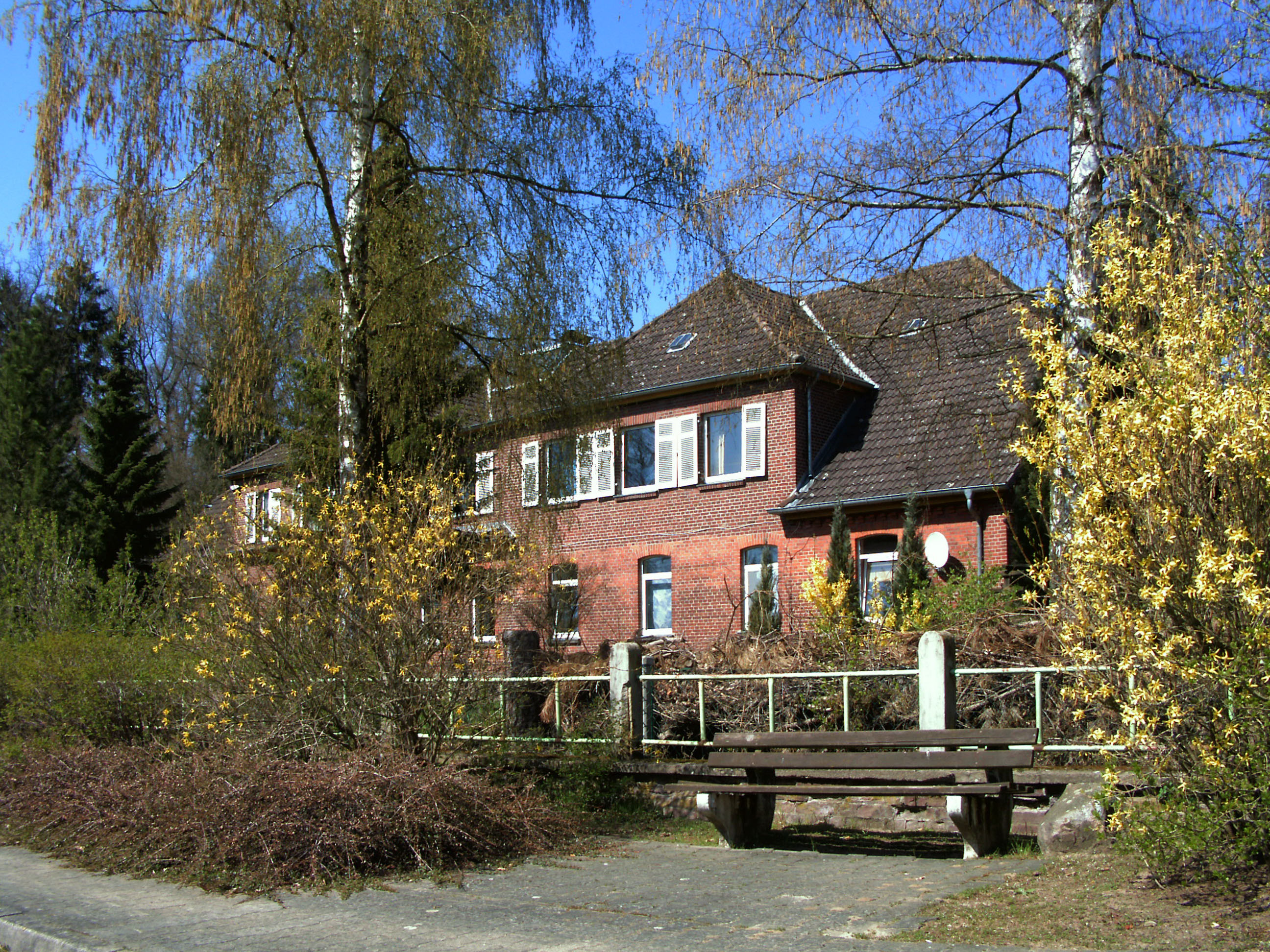
Haus Maria Rast (2010)

Der Hof Maria Rast wurde 1147 das erste Mal erwähnt und gehört zu den Gründungshöfen des Dorfes Holxen.
Der Hof Maria Rast wechselte häufig seinen Besitzer. Der erste bekannte Besitzer war die Familie Wienecke 1606. 1628 übernahm Jürgen Dittmer den Hof, worauf 1644 der Hof wieder an die Wienecke-Familie ging, an Jürgen Wienecke. 1679 übernahm Peter Wienecke den Hof und vererbte ihn 1682 an Jürgen Wienecke. Johannes Jürgen Wiencke wiederum übernahm den Hof 1730. 1855 erhielt ihn als letzte aus der Familie dann Henricke Wienecke. Henriecke Friederike Besenthal übernahm den Hof Maria Rast 1868, daraufhin Dorothe Besenthal (geb. Wienecke), die den Hof von 1900 bis 1917 besaß, ehe sie ihn an Bernhard Kalischer verkaufte.
Ab diesem Zeitpunkt ging der Hof an die AOK, dort diente er bis 1941 als Genesungsheim Holxen der Allgemeinen Ortskrankenkasse für die Stadt Harburg. Danach ging der Hof an das Deutsche Reich/Nationalsozialistische Volkswohlfahrt (NSV) und wurde wieder als Wohlfahrts-Heim verwendet. Das Tuberkulose-Heim unter britischer Militärregierung war 1947 nach der NSV der nächste Inhaber des Hofes, die Pflege übernahm das St.-Viti-Krankenhaus Uelzen. Danach ging der Hof 1950 wieder an die AOK.
Danach erwarb die katholische Pfarrgemeinde in Uelzen den Hof Maria Rast für die Flüchtlingsseelsorge, nun wurde der Hof als Caritas-Flüchtlingsheim genutzt. 1958 wurde auf dem Grundstück des Hauses Maria Rast die gleichnamige Kapelle erbaut. Nachdem die DDR die Innerdeutsche Grenze immer stärker sicherte versiegte der Flüchtlingsstrom aus der DDR und das Flüchtlingsheim wurde aufgegeben. 1963 übernahm die Pfarrei Uelzen das Haus vom Caritasverband Hildesheim, im Haus war auch das katholische Pfarramt Holxen der Pfarrvikarie Holxen untergebracht. Nach einer 1978/79 erfolgten Grundrenovierung wurde das Haus am 29. Februar 1980 wieder eröffnet und diente seitdem für Jugendfreizeiten und Kurse. Am 28. August 1997 übernahm der Caritasverband Uelzen das Haus von der Pfarrei Uelzen, es diente nun Jugendlichen und Familien zur Erholung, bis die COVID-19-Pandemie dem ein Ende setzte. Nachdem der Caritasverband Uelzen das Haus 2021 aufgegeben hatte, ging das Anwesen samt der ehemaligen Kapelle in Privatbesitz über und wird seit 2022 für ein privates Wohnprojekt mit den Schwerpunkten Erholung, Freiheit und Gemeinschaft genutzt. Seit 2023 ist Maria Rast als Beherbergungsstätte auch wieder für Familien, Reisende und Erholungssuchende mit bis zu 40:Betten geöffnet.

## Politik
Holxen ist politisch ein Teil der Gemeinde Suderburg und hat seit der Gemeindereform 1972 keine eigene Verwaltung mehr.
Alljährlich findet eine Bürgerversammlung, die so genannte Bauernrechnung, statt. Auf dieser Bürgerversammlung stehen Rat und Verwaltung der Gemeinde Suderburg den Bürgern Rede und Antwort.
Bei der Kommunalwahl 2001 wurde mit mehreren Stimmen gezählt. Ergebnisse: CDU 16 (68 %), SPD 18 (27 %), Grüne 2 (3 %), FDP 3 (2 %), REP 1 (0 %).

## Kultur und Sehenswürdigkeiten

### Bauwerke

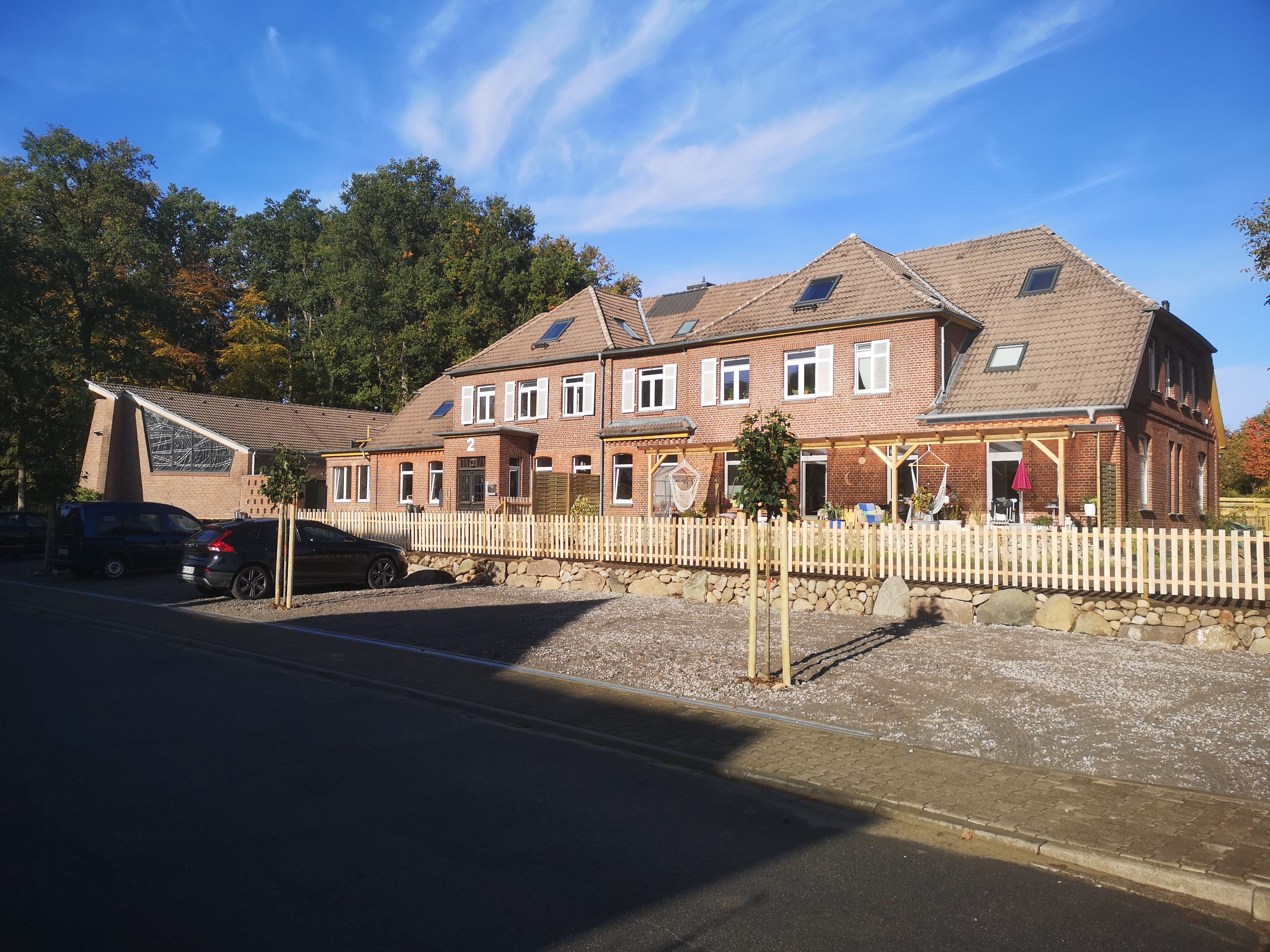
Haus Maria Rast (2022)

Holxen liegt an der Niedersächsischen Mühlenstraße.
- Die historische Wassermühle liegt am Zufluss des Stahlbach in die Hardau. Sie wurde 1321 erstmals erwähnt. 1950 wurde der Betrieb eingestellt. Die Mühle wurde 1983 renoviert. Sie ist in Privatbesitz und kann nach Absprache besichtigt werden.[16]
- Im Ort befindet sich seit 2022 das Wohnprojekt „Maria Rast“.[17] Das Objekt ist das ehemalige Jugend- und Freizeithaus „Haus Maria Rast“, das von 1997 bis 2021 vom Caritasverband Uelzen betrieben wurde. Das Haus ist ein ehemaliges Genesungsheim des St. Viti-Krankenhauses Uelzen, welches von der katholischen Kirche zunächst für die Flüchtlingsseelsorge angekauft worden war.
- Die unter Denkmalschutz stehende Hardaubrücke wurde 1828–1832 mit gespaltenen Findlingen instand gesetzt.

### Grünflächen und Naherholung
Es gibt einen „grünen Pfad“ zwischen Holxen und Hamerstorf mit Erklärung der umliegenden Felder.

### Sport
In Holxen gab es einen Schützenverein.

### Regelmäßige Veranstaltungen
Einmal jährlich finden die Bauernrechnung, der Kinderfasching, und das Osterfeuer statt.

## Wirtschaft und Infrastruktur

### Öffentliche Einrichtungen
Die Freiwillige Feuerwehr Holxen sorgt für den Brandschutz und die allgemeine Hilfe insbesondere auf örtlicher Ebene.

### Verkehr
Die Kreisstraße K 27 führt von Holdenstedt nach Hamerstorf durch Holxen (und wird dort als Im Dorfe bezeichnet). Eine weitere Straße führt nach Klein Süstedt. Im Ort gibt es eine Bushaltestelle des lokalen ÖNV.

## Persönlichkeiten
- Artur Müller, Schriftsteller